# Ulinzi Stars Football Club
O Ulinzi Stars Football Club é um clube de futebol com sede em Nakuru, Quênia. A equipe compete no Campeonato Queniano de Futebol,seu titulo mais remetente foi em 2010.

## História
O clube foi formado por militares do Exército queniano em 1995.